# Lakshmi

Suástica "virada à direita", forma decorativa hindu associada a Lakshmi

Lakshmi, Laxmi, Lacximi ou Lakṣmī (em IAST; em sânscrito: लक्ष्मी), também conhecida como Shri, é uma deusa hindu. É a esposa do deus Vixnu e a personificação da prosperidade. Pode ser vista sentada sobre uma flor de lótus, ou segurando flores de lótus nas mãos, e um cântaro que jorra moedas de ouro. Sita, a esposa do deus Rama, é considerada um de seus avatares.
Geralmente, atribui-se a Lakshmi o símbolo da suástica, que representa vitória e sucesso. Apadma é o nome dado a Lakshmi quando representada sem o lótus, ao sair do oceano. Foi ela que deu a Indra, o deus do céu e rei dos deuses, o soma (ou sangue do conhecimento) do seu próprio corpo para que ele produzisse a ilusão do parto e se tornasse o Rei dos Devas. Costuma ser acompanhada por dois elefantes. Ela é representada também como Devi Kundalini Shakti, utilizada na alquimia para a obtenção da pedra filosofal.

## Manifestações da deusa
Mãe Lakshmi é consultada pela população hindu que busca algum tipo de riqueza. Há oito modalidades de se adorar Lakshmi, levando em conta o resultado desejado:
- Santhana lakshmi — protege toda a riqueza da família, principalmente as crianças.
- Gaja laksmi — surge como Rainha Universal, com seus dois elefantes que atendem a todas as preces e orações.
- Aishwarya lakshmi — Ela encerra a totalidade do conhecimento, tanto material quanto espiritual.
- Dhanya lakshmi — é Ela que alimenta o mundo, nos concedendo a riqueza da boa colheita dos cereais.
- Adhi lakshmi — Ela é a Mãe Divina e fonte de todo o poder de Vixnu.
- Vijaya lakshmi — É Ela que nos concede a vitória sobre obstáculos e problemas (vitória também no trabalho e em aspectos legais).
- Dhana lakshmi — Ela é a doadora do todo tipo de riqueza.
- Veera lakhsmi ou Dhairyalakshmi — É Ela que nos dá força e coragem para enfrentarmos qualquer sacrifício.